# Paul Christian Zink

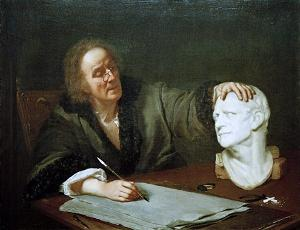
Paul Christian Zink, Porträt von Christoph Friedrich Reinhold Lisiewski

Paul Christian Zink (* 16. April 1687 in Dresden; † 20. Mai 1770 in Leipzig) war ein deutscher Maler und Kupferstecher. Er war jüngerer Bruder des Emailmalers Christian Friedrich Zincke.

## Leben und Werk
Zink war ein Sohn eines Dresdener Goldschmieds, bei dem er auch Lehrling war. Bei ihm soll er sich zugleich im Kupferstechen und Ätzen geübt haben. Dann besuchte er die im Jahre 1705 gegründete Dresdner Kunstakademie, an der er sich unter Heinrich Christoph Fehlings Leitung zum Maler ausbildete. Da sein Bruder Christian Friedrich in London als Emailmaler eine lohnende Beschäftigung gefunden hatte, entschloss er sich, ebenfalls nach England überzusiedeln. Doch scheint er nur kurze Zeit in London geblieben und von dort nach Wien gegangen zu sein, wo er Schüler der dortigen Akademie wurde.
Ungefähr in den Jahren 1721–1722 eröffnete er in seiner Wohnung in Leipzig eine förmliche kleine Kunstakademie nach Dresdner und Wiener Muster, zu deren Besuch seit Beginn sich ungefähr zwanzig junge Leute zusammenfanden. Auch Christian Friedrich Boetius war dort sein Schüler. Der Zulauf ließ jedoch von Jahr zu Jahr so nach, dass Zink sich genötigt sah, seine Kunstsammlungen zu veräußern.
Durch die Beziehung zu seinem Bruder konnte er jedoch einen Handel mit englischen Stahlwaren wie Feilen, Kaffeemühlen, Vorhängeschlössern, Sägen, Federmessern, Scheren, Küchenmessern, Grabesticheln, Meißeln, Hämmern und Ähnlichem eröffnen. Sein Geschäft befand sich in Auerbachs Hof und wurde von den Zeitgenossen als etwas in seiner Art Einziges gerühmt. Zunächst scheint das Geschäft ihm einen bescheidenen Wohlstand eingebracht zu haben, denn zum Johannistag 1753 stifteten er und seine Familie der Johanniskirche eine vollständige Altar- und Kanzelbekleidung aus kunstvoll verschlungenen Blumen- und Blättergewinden, mit Silberdraht und bunter Seide auf weißem Gros de Tour (schwerer Seide) ausgeführt.
1756 erblindete Zink plötzlich. Die Blindheit setzte seiner Erwerbsfähigkeit ein Ende und er lebte noch längere Zeit als Almosenempfänger. Er starb im Alter von 83 Jahren, war also für damalige Verhältnisse hochbetagt.
Sein 1755 von Christoph Friedrich Reinhold Lisiewski gemaltes Porträt, das ihn beim Abzeichnen einer Büste zeigt, wurde nach seinem Tod vom Rat der Stadt der Stadtbibliothek überwiesen. Heute ist es Teil der Sammlung im Museum der bildenden Künste.